# Ace Combat 2
Ace Combat 2 (エースコンバット2 Ēsu Konbatto Tsu?) es un videojuego de simulador de vuelo de combate de 1997 desarrollado y publicado para PlayStation por Namco. El jugador controla uno de los 24 aviones de combate diferentes a través de 21 misiones diferentes con ciertos objetivos que cumplir, como proteger una base del fuego enemigo, interceptar un escuadrón de enemigos o derribar un portaaviones. Es la secuela de Air Combat y la segunda de la franquicia Ace Combat, y la jugabilidad se presenta en un formato más arcade.
Concebido por el diseñador de Namco Masanori Kato, Ace Combat 2 fue creado a partir de la insatisfacción de Kato con el Air Combat original, sintiendo desde un punto de vista técnico que carecía severamente. Junto con un pequeño grupo de otros, Kato se propuso crear un seguimiento que mejorara enormemente el original, presentando gráficos mejorados, una variedad de misiones y proporcionando una verdadera sensación de vuelo para el jugador. Las misiones se crearon para ser emocionantes y divertidas de jugar, y la jugabilidad en sí está diseñada para imitar el estilo típico de los juegos de arcade. El equipo utilizó libros de aviones y revistas de aviación como material de referencia al diseñar nuevos aviones. Los cazas se hicieron intencionalmente para que no fueran réplicas exactas de los cazas del mundo real, ya que haría que el juego fuera demasiado complejo para su público objetivo. Gran parte de la música fue proporcionada por Kohta Takahashi, inspirado en gran medida por Top Gun.
Ace Combat 2 fue un éxito comercial, vendiendo más de 500.000 copias solo en Japón en mayo de 1998. Fue elogiado por la crítica por su jugabilidad, gráficos, variedad en misiones y por ser una mejora importante con respecto a su predecesor. Algunos también lo llamaron uno de los mejores juegos de simulación de vuelo en PlayStation. La falta de un modo multijugador y su alto nivel de dificultad fueron objeto de críticas. Fue relanzado como un título económico en Japón en 1999 bajo el sello The Best de Sony, y se incluyó en la compilación de 2005 NamCollection para PlayStation 2. En 2011 se lanzó una nueva versión para Nintendo 3DS, Ace Combat: Assault Horizon Legacy.

## Jugabilidad
Ace Combat 2 es un videojuego de simulador de vuelo de combate. Se presenta en un formato más arcade en contraste con otros juegos de simulación de vuelo. El jugador controla uno de los 24 aviones de combate diferentes a través de 21 misiones diferentes, cada una con diferentes objetivos para completar; estos incluyen interceptar un escuadrón de enemigos, destruir un portaaviones específico o proteger una base del fuego enemigo. Completar misiones otorga dinero al jugador que se puede gastar en nuevos aviones en su hangar personal.
A partir de la cuarta misión del juego, se encuentra la capacidad de permitir que un compañero vuele con el jugador, lo que brinda apoyo adicional y lo ayudará a completar el objetivo. El juego comienza en un formato mayormente lineal, con rutas de misión ramificadas disponibles más adelante. Un medidor de combustible actúa como límite de tiempo y se agotará a medida que el jugador vuela alrededor del nivel y ataca a los enemigos; la misión terminará automáticamente si el medidor se agota por completo. Nuevos en este juego son los "ases", pilotos enemigos de élite con los que se puede luchar para desbloquear medallas especiales y sus aviones especiales para jugar más tarde. Hay dos opciones de dificultad, "Novato" y "Experto", con Experto que permite maniobras de aviones realistas, como vueltas y giros de alta gravedad.

## Desarrollo

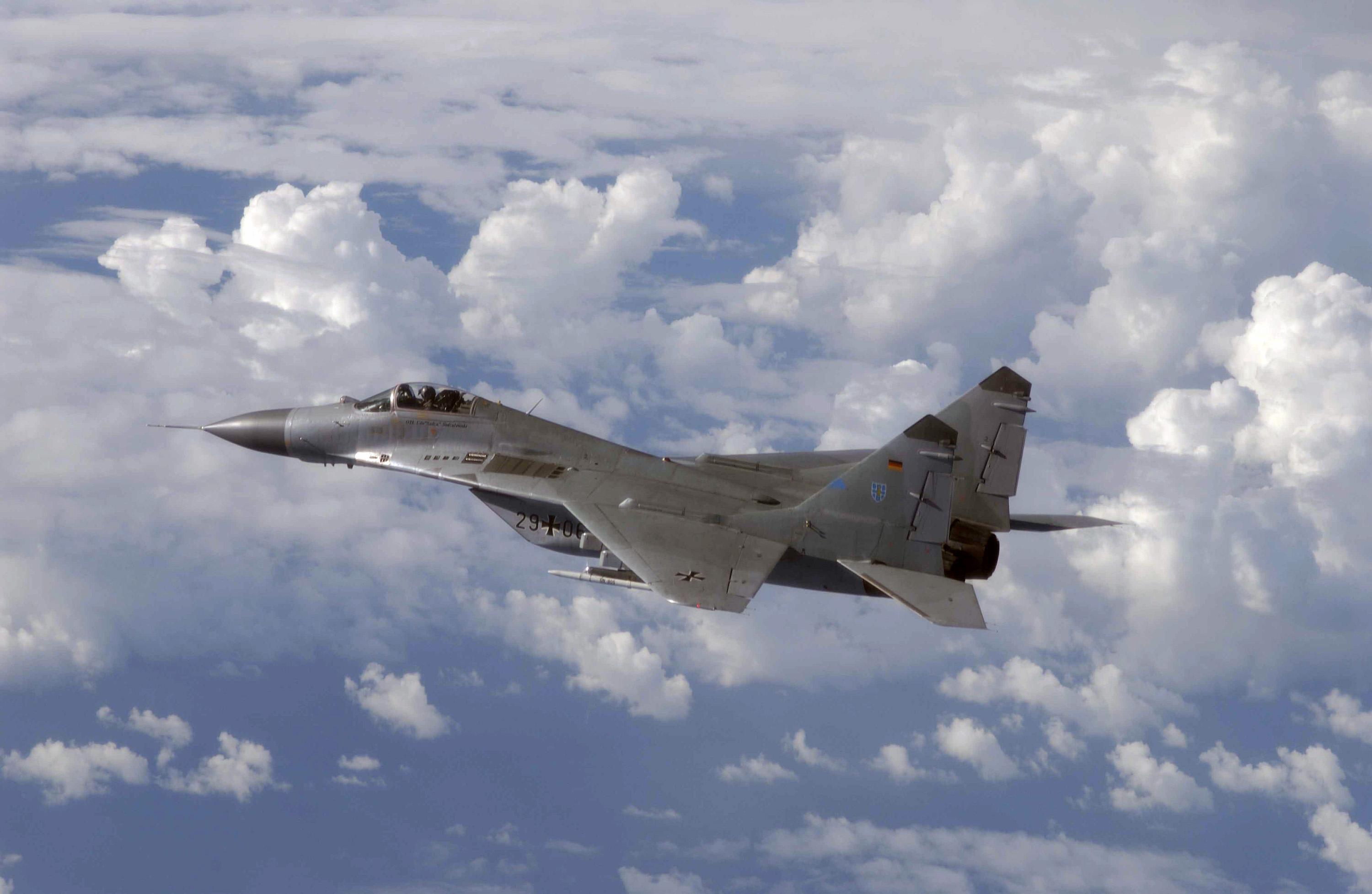
El equipo de desarrollo de Ace Combat 2 eligió intencionalmente no utilizar las estadísticas exactas para aviones del mundo real, ya que sentían que haría el juego demasiado complejo para su público objetivo.

Ace Combat 2 fue la creación del diseñador de Namco Masanori Kato, quien previamente trabajó en el predecesor del juego Air Combat, y un pequeño equipo de otros. La idea del juego surgió de la insatisfacción de Kato con el resultado de Air Combat, que consideró incompleto desde un punto de vista técnico. Kato y su equipo decidieron crear un seguimiento para hacer el mejor uso posible del hardware de PlayStation, con énfasis en los gráficos y haciendo que el jugador se sienta como si realmente estuviera volando un avión de combate. Una de las primeras cosas que el equipo quería mejorar eran los gráficos, haciendo una investigación técnica sobre cuántos polígonos podía mostrar la consola. El equipo creó un programa que podía generar tantos polígonos como fuera posible sin causar restricción en el hardware, lo que permitió que los gráficos fueran de una calidad significativamente mayor que la de la mayoría de los otros juegos. El equipo también buscó incluir una gran variedad de misiones, a diferencia de los dos tipos de misiones de Air Combat. Las misiones fueron diseñadas para ser emocionantes y divertidas de jugar, y cuando se agregaron nuevos cazas, el equipo determinó si harían las misiones más interesantes o no. La jugabilidad en sí fue diseñada al estilo de un juego de arcade en lugar de ser estrictamente un juego de simulación de vuelo, lo que les pareció que lo hacía mucho más divertido.
Kato y su equipo usaron libros sobre aviones y revistas relacionadas con la aviación como referencia al crear nuevos cazas. También vieron varias películas sobre combate aéreo y viajaron al espectáculo aéreo de la Fuerza Armada Estadounidense para tomar fotografías de los aviones en exhibición. Para hacer el juego menos complejo para su público objetivo, el equipo decidió que los luchadores tendrían datos diferentes a los de sus contrapartes del mundo real. En su lugar, se implementó un sistema simplista de la ley de la física, que mantuvo el realismo del juego al mismo tiempo que brindaba una experiencia fácil de usar. El equipo buscó obtener consejos de un piloto de avión real para refinar el juego, pero no pudo hacerlo. Las ideas para las misiones provienen de la imaginación de Kato y del equipo, aunque dijo que deseaba que pudieran viajar a lugares del mundo real para recopilar datos y referencias. Los entornos se crearon para ser visualmente impresionantes e interesantes. El equipo de desarrollo experimentó con un diseño de niveles que implicaría que el jugador intentara desviar un sendero a través de un valle de montaña, pero finalmente se abandonó debido a restricciones técnicas y gráficas. La estructura general de niveles se modificó ligeramente para que la estrategia en las misiones no se sintiera incómoda o antinatural. Al comienzo del desarrollo, el equipo quería que el juego fuera compatible con el control analógico, agregando soporte tanto para PlayStation DualShock como para Namco NeGcon, y más tarde para PlayStation Analog Joystick.
La banda sonora de Ace Combat 2, compuesta por Kohta Takahashi y un equipo de cinco personas más, se inspiró en gran medida en Top Gun. Takahashi quería que la música fuera 'simulada' e intensa, pero se aseguró de que tuviera su propio brillo distintivo para evitar que sonara demasiado similar a Top Gun. Los compositores también se aseguraron de que reflejara los diseños y objetivos de cada misión. La mayoría de los efectos de sonido se tomaron directamente de un CD de efectos especiales que tenía uno de los compositores, mientras que otros eran completamente originales.
Ace Combat 2 fue lanzado en Japón el 30 de mayo de 1997, luego lanzado en Norteamérica el 31 de julio y en Europa el 24 de octubre. El juego fue relanzado como un título de presupuesto en Japón el 29 de julio de 1999 como parte de la etiqueta de presupuesto The Best de Sony. Se incluye en la compilación de videojuegos de 2005 NamCollection para PlayStation 2 junto con otros cuatro puertos de juegos de Namco para PlayStation, en celebración del 50 aniversario de la compañía.

## Recepción
Ace Combat 2 fue un éxito comercial; en mayo de 1998, Sony le otorgó al juego el premio "Gold Prize" por vender más de 500.000 copias en Japón. Ganó varios premios de publicaciones de videojuegos, incluido el "Silver Hall of Fame" de Famitsu, "Editor's Choice" de IGN, y "Game of the Month" de Electronic Gaming Monthly. Tiene un 83 de 100 en el sitio web del agregador de revisores Metacritic, lo que indica "revisiones generalmente favorables".
El juego fue bien recibido por la crítica. Crispin Boyer de Electronic Gaming Monthly aplaudió la distancia de dibujo, mientras que Computer and Video Games la calificó como "La experiencia de vuelo más intensa que jamás haya visto una consola". Next Generation dijo que "mantendría a un montón de guerreros de fin de semana atados a la televisión", mientras que IGN lo calificó como "uno de los mejores simuladores de vuelo que jamás haya llegado a PlayStation" y dijo que Namco hizo "todo lo posible" con sus imágenes. Los cuatro revisores de Electronic Gaming Monthly sintió que el punto más fuerte del juego era su variedad, con múltiples planos para elegir y desbloquear y objetivos de misión muy variados. Las publicaciones elogiaron la calidad del juego por su rapidez y variedad en las misiones, aunque AllGame y Computer and Video Games sintieron que se volvió "monótono" y agotador después de un tiempo. Jeff Gerstmann de Gamespot argumentó que el bajo nivel de dificultad asegura que el juego termine demasiado rápido a pesar de la gran cantidad de misiones. Sin embargo, la mayoría de los críticos sostuvieron que la inteligencia artificial enemiga es extremadamente avanzada y responde a los movimientos del jugador, lo que hace que la dificultad del juego, en todo caso, sea demasiado alta. La velocidad de fotogramas constantemente alta del juego y las imágenes ambientales fueron motivo de elogio.
Muchas publicaciones estuvieron de acuerdo en que Ace Combat 2 fue una gran mejora con respecto a su predecesor, con IGN, Electric Playground y GamePro elogiando a Namco por actualizar con éxito la jugabilidad en el original para hacerlo mucho más entretenido y lleno de acción. Next Generation dijo que fue un excelente seguimiento de Air Combat, y Famitsu agregó que fue una de las mejores secuelas que la compañía había lanzado para PlayStation. A varios también les gustaron los controles del juego por ser receptivos y fluidos; Next Generation atribuyó el apoyo del juego al PlayStation Analog Joystick, que sentía que hacía que el juego fuera aún más realista de lo que era antes. Mientras que algunos criticaron la falta de un modo multijugador, Computer and Video Games argumentó que la eliminación de la opción de dos jugadores era una buena idea, sintiendo que permitía a Namco refinar el juego y los escenarios en general. Electric Playground y AllGame elogiaron la gran selección de cazas jugables, y AllGame también aplaudió su uso de secretos y extras desbloqueables.

## Remake
Un remake para Nintendo 3DS, Ace Combat: Assault Horizon Legacy, fue lanzado en 2011 en Norteamérica y Europa, y en 2012 en Japón, donde pasó a llamarse Ace Combat 3D: Cross Rumble. Assault Horizon Legacy presenta una renovación completa de la historia del juego, junto con la adición de cinemáticas, actuación de voz y diseños de niveles rehechos. También agrega varios cazas nuevos que no se encuentran en el original, incluidos el Boeing F-15SE Silent Eagle y el Sukhoi PAK FA. A pesar de su homónimo, tiene muy poco en común con su predecesor Ace Combat: Assault Horizon. Le siguió una actualización de 2015 llamada Ace Combat: Assault Horizon Legacy +, que agregó compatibilidad con amiibo y manejo de control actualizado para la New Nintendo 3DS.